# Piraí
Piraí est une municipalité brésilienne de l'État de Rio de Janeiro et la microrégion de la Vallée de la Paraíba Fluminense.

## Maires
| Période | Période | Identité                           | Étiquette | Qualité  |
| ------- | ------- | ---------------------------------- | --------- | -------- |
| 1997    | 2003    | Luís Fernando de Sousa             | PMDB      |          |
| 2004    | 2012    | Arthur Henrique Gonçalves Ferreira | PMDB      |          |
| 2013    | 2020    | Luiz Antonio da Silva Neves        |           | Pédiatre |
| 2021    | 2022    | Arthur Henrique Gonçalves Ferreira | PMDB      |          |
| 2022    | actuel  | Ricardo Campos Passos              |           |          |